# A Dijiang
A Dijiang (阿的江S, Ā DìjiāngP, (UG, ئادىلجان سۇلايمان); Hotan, 21 agosto 1967) è un ex cestista e allenatore di pallacanestro cinese.